# Lasagnette
Le lasagnette sono un tipo di pasta a forma di nastro o a strisce simili alle lasagne.

## Tipologia
È una versione più ristretta delle classiche lasagne ma a differenza differiscono per la loro forma dei bordi, alcuni possono avere bordi ondulati su entrambi i lati o bordi dritti su ciascun lato.
Le lasagnette possono essere preparate in svariati modi con vari ingredienti della ricetta la loro dimensione invece può essere di circa 1-2 cm di larghezza e 10-15 cm di lunghezza.

## Differenze
La differenza è che nella lasagna si inseriscono dei piattini tra gli strati di carne, e le lasagnette invece contengono pezzetti di pasta, il che facilita la preparazione poiché non è necessario stratificare.

## Caratteristiche
Le caratteristiche di questo piatto si differiscono ai bordi tagliati ondulati e questi bordi su entrambi i lati o una variante che include un lato con taglio dritto e l'altro con taglio ondulato. 
Possono essere preparate in diverse forme: le due più apprezzate includono una versione più sottile della tradizionale lasagna italiana a più strati.

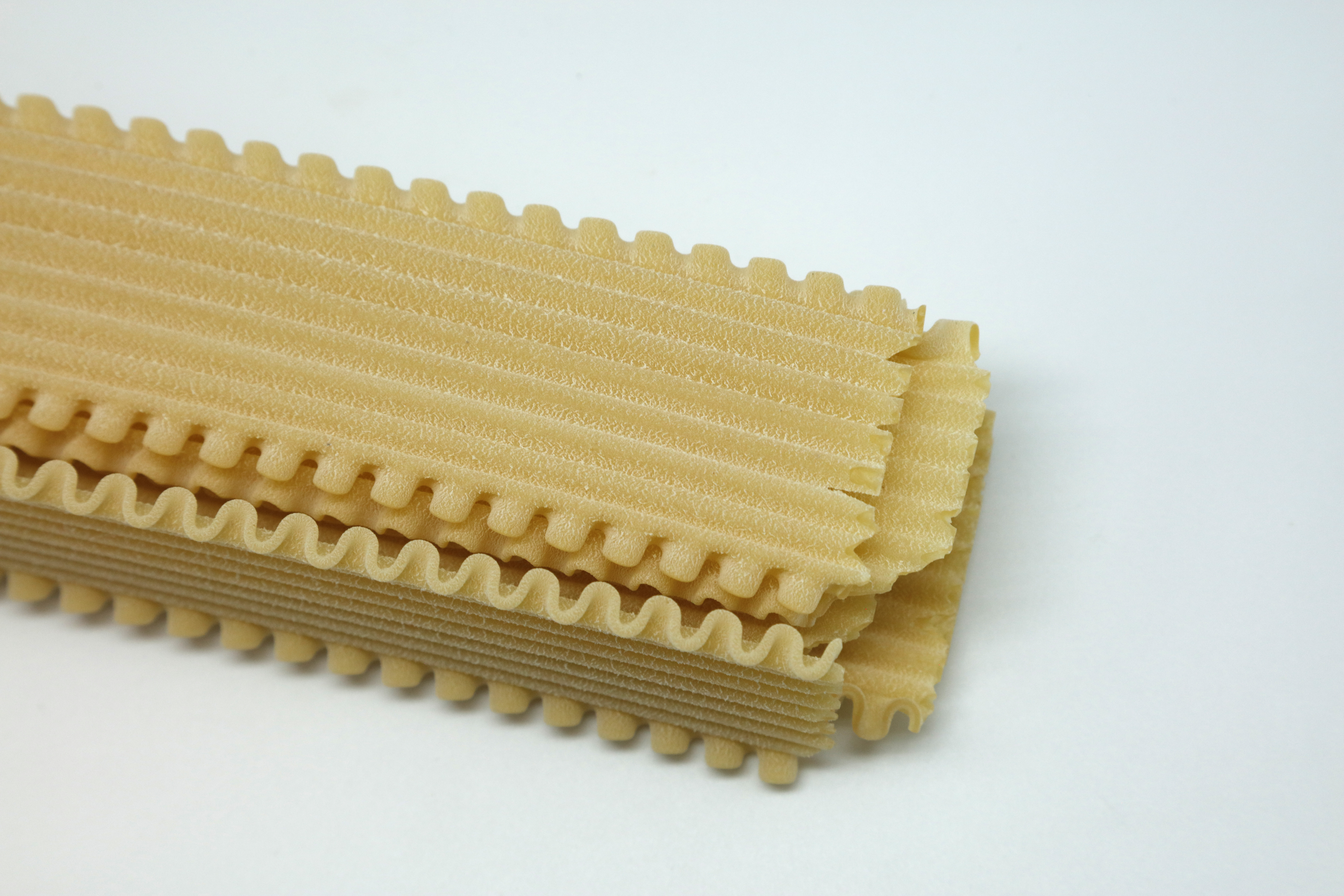
Lasagnette